# Сервисный робот
Сервисный робот — это автоматическое устройство, которое помогает людям, выполняя рутинную, удаленную, опасную или повторяющуюся работу, включая работу по дому. Как правило, они автономны и/или управляются встроенной системой управления с возможностью ручного управления. Международная организация по стандартизации определяет «сервисного робота» как робота, «который выполняет полезные задачи для людей или оборудования, исключая приложения промышленной автоматизации».
Согласно ISO 8373 роботы должны обладать «определенной степенью автономности», которая представляет собой «способность выполнять намеченные задачи на основе текущего состояния и ощущений, без вмешательства человека». Для сервисных роботов эта степень варьируется от частичной автономии — включая взаимодействие человека и робота — до полной автономии, то есть, без активного вмешательства человека. Поэтому статистика Международной федерации робототехники (IFR) по сервисным роботам включает системы, основанные на некоторой степени взаимодействия человека с роботом или даже на полном телеуправлении, а также полностью автономные системы.
Сервисные роботы делятся на категории в зависимости от личного или профессионального использования. Они имеют множество форм и структур, а также областей применения.

### Типы
Возможные области применения роботов для помощи человеку в работе широко распространены. В настоящее время существует несколько основных категорий, на которые делятся эти роботы.

#### Роботы для оказания услуг
Сервисные роботы (англ. Frontline Service Robots) — это системные автономные и адаптируемые интерфейсы, которые взаимодействуют, общаются и предоставляют услуги клиентам организации.

#### Бытовые
Бытовые роботы выполняют задачи, которые люди регулярно выполняют в непромышленной среде, например, в домах, например, мытье полов, стрижка газонов и уход за бассейном. Люди с ограниченными возможностями, а также пожилые люди, возможно, скоро смогут использовать сервисных роботов, чтобы жить независимо. Также возможно использование некоторых роботов в качестве помощников или дворецких.

#### Научные
Роботизированные системы выполняют множество функций, например, повторяющиеся задачи, выполняемые в научных исследованиях. Они варьируются от многочисленных повторяющихся задач, выполняемых генными пробоотборниками и секвенаторами, до систем, которые могут практически заменить ученого при разработке и проведении экспериментов, анализе данных и даже формировании гипотез.
Автономные научные роботы выполняют задачи, которые человеку было бы трудно или невозможно решить, от морских глубин до космоса. Робот Sentry может опускаться на глубину до 4 500 метров и позволяет перевозить более высокую полезную нагрузку, поскольку ему не требуется корабль поддержки, кислород и другие удобства, необходимые для пилотируемых человеком судов. Роботы в космосе включают марсоходы, которые могут проводить отбор проб и фотографирование в суровых условиях атмосферы на Марсе.

#### Событийные роботы
Роботы для мероприятий начинают использоваться в сфере обслуживания для взаимодействия с клиентами и посетителями мероприятий. Роботы служат отличным источником взаимодействия. Робот-фотограф «Ева» или «Промобот» — примеры того, как роботы могут использоваться на мероприятиях для вовлечения посетителей.

### Примеры сервисных роботов
- BellaBot доставщик, официант
- Р-БОТ 001
- Promobot
- AIBO
- Roomba
- София